# بخش جکسون (شهرستان وینتون، اوهایو)
بخش جکسون (به انگلیسی: Jackson Township) یک منطقهٔ مسکونی در ایالات متحده آمریکا است که در شهرستان وینتون، اوهایو واقع شده‌است.
 بخش جکسون ۹۷٫۲ کیلومتر مربع مساحت و ۷۴۱ نفر جمعیت دارد و ۲۶۹ متر بالاتر از سطح دریا واقع شده‌است.